# 坎特雷爾峰
坎特雷爾峰（英語：Cantrell Peak），是南極洲的山峰，位於維多利亞地的彭內爾海岸，處於卡爾文山東北面11公里，屬於埃弗雷特山脈的一部分，美國地質調查局根據測量和美國海軍拍攝的空中照片繪入地圖，現時由南極條約體系管理。